# Fabio Cannavaro
Fabio Cannavaro (Nápoly, 1973. szeptember 13. –) aranylabdás olasz labdarúgó, edző. 136 válogatottságával Gianluigi Buffon mögött második helyen áll az örökranglistán a válogatottban lejátszott meccsek száma alapján, ezeken a meccseken két gólt szerzett.

## Karrier

### Gyermekkor
Cannavaro Nápolyban született 1973. szeptember 13-án. Ő volt a második gyermek, két testvére van: Renata és Paolo. Korán kezdett el focizni, már 8 évesen (miután már elkoptatott labdákat és cipőket Fuorigrotta koszos földjein) Bagnoli Italsider igazolta le.

### Napoli
11 évesen szerződött a Napoliba, és nemsokára megnyeri az első fontos trófeáját: az 1987-es Campionato Allievi-t. Ez volt a klub aranykorszaka: a nápolyiak az újonnan koronázott olasz bajnokok először a történelmükben, a város, ami Diego Armando Maradonával álmodik, és Fabio, a labdaszedő a San Paolo stadionban közelről csodálhatja a példaképét. A „Pibe de Oro”-n (aranylábún) kívül abban a csodálatos Napoli-ban játszik a hátvéd példaképe, Ciro Ferrara is, akitől Fabio mindent megtanul, beleértve a becsúszó szereléseket. Egy alkalommal a Primavera mezében a fiatal védő egy ilyet alkalmazott a nagy Maradonával szemben. Egy nápolyi játékvezető azonnal rendre utasította, de a legendás 10-es védelmébe veszi: „Bravo, nagyon jól megy” – hangzik az argentin bajnok áldása.
Amikor 1993. március 7-én (Juventus–Napoli, 4–3) Fabio debütált az első csapatban; Maradona már messze volt, és Nápoly az új tehetségek felé fordult. Az eredmények nem túl izgalmasak, és a csapat a kiesés ellen küzd, de 20 éves korában Cannavaro már mindenkit lenyűgöz, megmutatja robbanékonyságát, ami a Serie A leggyorsabb és egyik legjobb védőjévé teszi.

### Parma
A nápolyi kaland egészen 1995 nyaráig tart, amikor Fabio Parmába igazol, ahol Gigi Buffonnal és Lilian Thurammal tagja a világ akkori egyik legjobb védelmének, amelyet a klubelnökök és -edzők irigyelnek, a rajongók csodálnak. Ez a védelem az oszlopa a Coppa Italia-t, az UEFA-kupát, az olasz Szuperkupát megnyerő emilianói csapatnak, amely alig egy lépésre marad el a Scudettótól, az olasz bajnoki címtől.
Juan Sebastián Verón és Enrico Chiesa évében, megfelelően vezetve és befejezve a Ducali játékát. A 2001–2002-es szezonban Thuram és Buffon Juventushoz való távozása után Cannavaro kapta meg a csapatkapitányi karszalagot.
A nápolyi védő a Gialloblu [m: sárga-kék] abszolút vezetője, és abban az évben egy fontos szalagot visel, felszólítva a nehéz szezon súlyának viselésére, mindig a biztonság és a kizárási zóna között. Végül nagy öröm érkezik a Coppa Italiával: egy jól játszott meccs után a Juventus ellen (úgy, hogy Fabio csak néző egy abszurd felfüggesztés után, amit a Brescia elleni döntőben kapott), a Ducali az egekbe emelheti a történelmében 3. Coppa Italiáját, Cannavaróéban a másodikat.

### Internazionale
Hét parmai év után, 2002 nyarán, az új olasz nemzeti válogatott kapitánya egy merész vállalkozást tesz Milánóban a Nearazzurrival [m: fekete-azúr]: Massimo Moratti Interében, Ronaldo nélkül, Cannavaro az új vezető „Bobo” Vierivel.
Az Interrel a 2002–03-as szezonban eljutott a Bajnokok Ligája elődöntőjéig. A második éve egy sérülés miatt nem volt termékeny, majd elszerződött a klubtól.

### Juventus
Cannavaro Torinóba szerződött, hogy csatlakozzon a Bianconeri-hez. Barátja, Ciro Ferrara is ott volt, hogy üdvözölje a többi bajnokkal együtt. Az olasz válogatott kapitánya most annak a csapatnak a mezét viseli, amelyik a legtöbb címet nyerte Olaszországban: a sokadik „kaland” ragyogó karrierjében.
A pályán sikerek jönnek egymás után. Fabio kulcsjátékossá válik a Bianconeri védelmében, és a Juventust két Scudettohoz juttatja. A kispadon Torinóban, mint Madridban is, ott ült Fabio Capello, és kettejük között teljes egyetértés volt. A 2004–05-ös szezonban Fabio nem vesztett meccset, de 38 mérkőzést játszott, és két gólt is szerzett. A milánói gyengélkedés határozottan a múlté volt. A 2005–06-os szezonban a csapatnak erősítenie kellett magát, és meg is tette a lehető legjobb módon: még egy Scudetto, és Fabio végig kulcsfontosságú tag volt.
A Juventus tényleg kiérdemli a címeit, de 2006 nyarán a Calciopoli botránya eléri a Bianconeri klubot, ezért kénytelen újra a Serie B-ből indulni. Ennek ellenére Fabio a klubnál folytatja, pedig eléggé meggyötört. Ott van Marcello Lippi azúrjaival a németországi világbajnokságon. Olaszország nem áll meg az első meccseknél, és eljut a döntőig. Ausztrália, Ukrajna, Németország, Franciaország… mind kénytelen letérdelni az Azzurri előtt. Fabio Cannavaro, a kapitány az égbe emeli a világbajnoki trófeát, ami a 4., amit Olaszország eddig megnyert.

### Real Madrid
Fabio Cannavaro követte Fabio Capellot Madridba. „Real Madrid” – magyarázta egy sajtótájékoztatón – „az a csapat, amiben minden focista játszani szeretne, legalább egyszer az életében. Ez valószínűleg a karrierem utolsó esélye volt, nem tudtam visszautasítani…” Lehetetlen a „Galactocosnak” nemet mondani! 2006-ban megnyerte az Ballon d'Or, vagyis az Aranylabdát.

### Újra a Juventus
Három madridi év után ismét Torinóba igazol. A szezon nem úgy sikerült a Juventusnak, ahogyan azt várták, mindössze Európa Liga-indulást érő helyen sikerült végezniük. Fabio nem hosszabbít szerződést, így ingyen igazolhatóvá vált.

### Al-Ahli Dubai
2010. június 2-án bejelentette, hogy az Egyesült Arab Emírségekbe igazol, az Al-Ahli Dubaihoz. A szerződése két évre szól. A csapatban a csapatkapitányi cím az övé.

## Válogatott

### U21
Cannavaro már az U21-es válogatottal sikereket ért el. Két egymást követő bajnokságon is bajnoki címet szerzett. Az elsőt 1994-ben, az másodikat 1996-ban. Részt vett az 1996. évi nyári olimpiai játékokon Atlantában.

### Debütálás
1997. január 22-én debütált az olasz nemzeti válogatottban egy barátságos meccsen Észak-Írország ellen.
Játszott az 1998-as, 2002-es, 2006-os és a 2010-es világbajnokságon, valamint a 2000-es és a 2004-es Európa-bajnokságon.

### 1998-as világbajnokság
Cannavaro első nemzetközi versenye az 1998-as világbajnokság volt. Giuseppe Bergomi, Alessandro Costacurta és Paolo Maldini voltak a csapat hátvédjei, az edző Paolo Maldini apja Cesare Maldini volt. Az Azzurri egészen a negyeddöntőig jutott. Cannavaro az egyik mérkőzésen megsérült, a homlokát eltalálta a könyökével Stéphane Guivarc'h, a hátralévő időt nem tudta lejátszani. Az Azzurri a 90 percet kihúzták egy 0–0-val, majd a tizenegyespárbajban alul maradtak.

### 2000-es Európa-bajnokság
2000-ben a Les Bleus, szertefoszlatta az olasz álmokat. Cannavaro Alessandro Nesta Mark Iuliano és Paolo Maldini mellett egy erős hátvédsort alkottak. Az Azzurri jutott a döntőbe, ahol az akkori világbajnokkal játszottak, Az 55. percben Marco Delvecchio megszerezte a vezetést, 1–0-ra vezettek az olaszok. Amikor letelt a rendes játékidő, Sylvian Wiltord a hosszabbítás utolsó percében betalált. 2X15 perc következett. 2000-ben még élt az arany gól szabály. David Trezeguet volt az, aki a kapuba talált, így Franciaország nyerte az Európa-bajnokságot.

### 2002-es világbajnokság
A 2002-es világbajnokság nem indult jól a csapat számára, mivel Alessandro Nesta megsérült a Horvátország elleni mérkőzésen. Második helyezettként jutott tovább a csapat, majd a negyeddöntőben Dél-Koreával került össze az olasz csapat. Cannavaro azon a mérkőzésen nem játszott, csak cserejátékos volt. A hosszabbításban dőlt egy, hogy Dél-Korea a továbbjutó, így az olaszok kiestek. Dél-Korea egészen az elődöntőig jutott.
Cannavaro átvette a csapatkapitányi karszalagot Maldinitől a 2002-es világbajnokság után.

### 2004-es Európa-bajnokság
Cannavaro első nemzetközi gólját megszerezte Tunézia ellen 2004. május 30-án, Olaszország nyerte 4–0-ra mérkőzést. A 2004-es Eb, amely Portugáliában került megrendezésre. Ez a bajnokság sem sikerült úgy a csapatnak, ahogy azt szerette volna. A csapatnak nem sikerült bejutni a legjobb nyolc közé.

### 2006-os világbajnokság
Cannavaro csapatkapitányként irányította a csapatot, amely bejutott a negyeddöntőbe, majd egészen a döntőig menetelt. Újra a franciákkal játszottak döntőt, de világbajnoki döntőt. Először a franciák szerezték meg a 7. percben a vezetést Zinédine Zidane tizenegyes-góljával, majd a 19. percben Marco Materazzi góljával egyenlítettek az olaszok. Egészen a tizenegyespárbajig jutottak a csapatok. A mérkőzést az olaszok nyerték, mivel mind az öt játékos betalált a kapuba, ellenben a franciákkal, akik csak három gólt tudtak a kapuba juttatni. Cannavaro életében először felemelhette a magasba a világbajnoki trófeát július 9-én. Cannavaro nem kapott egyetlen sárga vagy piros lapot sem. 690 percet játszott a tornán.

### 2008-as Európa-bajnokság
2008. június 2-án az első edzés során Fabio megsérült, csapattársa, Giorgio Chiellini eltalálta Cannavaro bokáját, de ő is megsérült. Cannavarót megvizsgálták, és a bokaszalagjai elszakadtak. A csapat akkori edzője, Roberto Donadoni Alessandro Gamberinit hívta be Cannavaro helyére. Alessandro Del Piero lett a csapatkapitány a torna idejére. Fabio nem játszhatott az Eb-n, de végig a csapat mellett volt, hogy ezzel támogassa csapatát. Ez lett volna a harmadik Európa-bajnoksága.
Cannavaro már ekkor tervezte, hogy visszavonul a válogatottságtól, de még a 2010-es világbajnokságon részt vett.

### 2009-es Konföderációs Kupa
2009-ben a Konföderációs Kupa brazilok elleni mérkőzésen Cannavaro megdöntötte Maldini válogatottsági rekordját. 2009. augusztus 12-én a Svájc elleni barátságos mérkőzésen ő volt az, aki a legtöbb válogatottsággal rendelkezett.

### 2010-es világbajnokság
Cannavaro volt a csapatkapitánya 2010-es labdarúgó-világbajnokságon Olaszországnak Dél-Afrikában. A címvédő kiesett a csoportkörben, nem jutott be a legjobb 16-ba. Fabio bejelentette visszavonulását, ezzel a 2010-es vb volt az utolsó nagy tornája.

## Személyes adatok
1994. június 17-én vette feleségül Daniela Cannavarót (született Daniela Arenoso, 1974. július 17-én). Három gyermekük született. Christian (született 1999. július 17-én Nápolyban), Martina (született 2001. december 22-én Nápolyban), és Andrea (született 2004. október 20-án Nápolyban).
Öccse, Paolo szintén hátvéd poszton játszó profi labdarúgó, a Napoli labdarúgója. 2000-től 2002-ig együtt játszottak az AC Parma csapatában.
Szülei Gelsomina Costanzo és Pasquale Cannavaro.
Példaképei: Ciro Ferrara, Diego Maradona

## Legnagyobb sikerei

### Klubszinten
- UEFA-kupa győztes (1999)
- olasz kupagyőztes (1999)
- spanyol bajnok (2006-07, 2007-08)

### A válogatottban
- Eb-ezüstérmes (2000)
- Világbajnok (2006)
- Laureus-díj - Az év csapata (2007)
- Aranylabda (2006)

## Játékos statisztikái

### Klub
| Klub Teljesítmény       | Klub Teljesítmény       | Klub Teljesítmény       | League          | League | Kupa            | Kupa         | Egyéb           | Egyéb   | Összesen        | Összesen |
| Szezon                  | Klub                    | Bajnokság               | Pályára lépések | Gólok  | Pályára lépések | Gólok        | Pályára lépések | Gólok   | Pályára lépések | Gólok    |
| Olaszország             | Olaszország             | Olaszország             | League          | League | Olasz kupa      | Olasz kupa   | Európai         | Európai | Összesen        | Összesen |
| ----------------------- | ----------------------- | ----------------------- | --------------- | ------ | --------------- | ------------ | --------------- | ------- | --------------- | -------- |
| 1992–93                 | Napoli                  | Serie A                 | 2               | 0      | 1               | 0            | 0               | 0       | 3               | 0        |
| 1993–94                 | Napoli                  | Serie A                 | 27              | 0      | 2               | 0            | –               | –       | 29              | 0        |
| 1994–95                 | Napoli                  | Serie A                 | 29              | 1      | 4               | 0            | 3               | 0       | 36              | 1        |
| 1995–96                 | Parma                   | Serie A                 | 29              | 1      | 0               | 0            | 6               | 0       | 35              | 1        |
| 1996–97                 | Parma                   | Serie A                 | 27              | 0      | 1               | 0            | 2               | 0       | 30              | 0        |
| 1997–98                 | Parma                   | Serie A                 | 31              | 0      | 6               | 0            | 7               | 0       | 44              | 0        |
| 1998–99                 | Parma                   | Serie A                 | 30              | 1      | 7               | 0            | 8               | 0       | 45              | 1        |
| 1999–2000               | Parma                   | Serie A                 | 31              | 2      | 3               | 0            | 9               | 1       | 43              | 3        |
| 2000–01                 | Parma                   | Serie A                 | 34              | 0      | 7               | 0            | 6               | 0       | 47              | 0        |
| 2001–02                 | Parma                   | Serie A                 | 31              | 1      | 5               | 0            | 9               | 0       | 45              | 1        |
| 2002–03                 | Internazionale          | Serie A                 | 28              | 0      | 0               | 0            | 12              | 1       | 40              | 1        |
| 2003–04                 | Internazionale          | Serie A                 | 22              | 2      | 3               | 0            | 9               | 0       | 34              | 2        |
| 2004–05                 | Juventus                | Serie A                 | 38              | 2      | 0               | 0            | 9               | 1       | 47              | 3        |
| 2005–06                 | Juventus                | Serie A                 | 36              | 4      | 2               | 0            | 9               | 0       | 47              | 4        |
| Spanyolország           | Spanyolország           | Spanyolország           | League          | League | Spanyol kupa    | Spanyol kupa | Európai         | Európai | Összesen        | Összesen |
| 2006–07                 | Real Madrid             | La Liga                 | 32              | 0      | 1               | 0            | 6               | 0       | 39              | 0        |
| 2007–08                 | Real Madrid             | La Liga                 | 33              | 0      | 1               | 0            | 6               | 0       | 40              | 0        |
| 2008–09                 | Real Madrid             | La Liga                 | 29              | 0      | 1               | 0            | 7               | 0       | 37              | 0        |
| Olaszország             | Olaszország             | Olaszország             | League          | League | Olasz kupa      | Olasz kupa   | Európai         | Európai | Összesen        | Összesen |
| 2009–10                 | Juventus                | Serie A                 | 27              | 0      | 1               | 0            | 5               | 0       | 33              | 0        |
| Egyesült Arab Emírségek | Egyesült Arab Emírségek | Egyesült Arab Emírségek | League          | League | Elnök Kupa      | Elnök Kupa   | Ázsiai          | Ázsiai  | Összesen        | Összesen |
| 2010–11                 | Al-Ahli Dubai           | UAE Pro League          | 16              | 2      | 0               | 0            | 0               | 0       | 16              | 2        |
| összesen                | összesen                | összesen                | 532             | 16     | 45              | 0            | 113             | 3       | 690             | 19       |

### A válogatottban
| Olaszország | Olaszország     | Olaszország |
| Évek        | Pályára lépések | Gólok       |
| ----------- | --------------- | ----------- |
| 1997        | 12              | 0           |
| 1998        | 11              | 0           |
| 1999        | 8               | 0           |
| 2000        | 14              | 0           |
| 2001        | 9               | 0           |
| 2002        | 12              | 0           |
| 2003        | 10              | 0           |
| 2004        | 6               | 1           |
| 2005        | 8               | 0           |
| 2006        | 15              | 0           |
| 2007        | 8               | 0           |
| 2008        | 8               | 1           |
| 2009        | 10              | 0           |
| 2010        | 5               | 0           |
| összesen    | 136             | 2           |

### Góljai a válogatottban
| # | Dátum            | Helyszín       | Ellenfél   | Gól | Végeredmény | Verseny             |
| - | ---------------- | -------------- | ---------- | --- | ----------- | ------------------- |
| 1 | 2004. május 30.  | Radès, Tunézia | Tunézia    | 2–0 | 4–0         | Barátságos mérkőzés |
| 2 | 2008. február 6. | Zürich, Svájc  | Portugália | 2–0 | 3–1         | Barátságos mérkőzés |

## Edzői statisztika
2019. december 1-jén lett frissítve.
| Kuangcsou Evergrande   | Kína         | 2014. november 5. | 2015. június 4.   | 23  | 11  | 7  | 5  | 47.83 |
| en-Naszr               | Szaúd-Arábia | 2015. október 26. | 2016. február 11. | 16  | 6   | 7  | 3  | 37.5  |
| Tiencsin Csüancsien FC | Kína         | 2016. június 9.   | 2017. november 6. | 55  | 33  | 10 | 12 | 60    |
| Kuangcsou Evergrande   | Kína         | 2017. november 9. | jelenlegi         | 86  | 54  | 15 | 17 | 62.79 |
| Kína                   | Kína         | 2019. március 15. | 2019. április 29. | 2   | 0   | 0  | 2  | 0     |
| összesen               | összesen     | összesen          | összesen          | 181 | 104 | 38 | 39 | 57.46 |